# ATP Challenger Ilkley
Das ATP Challenger Ilkley (offizieller Name: Lexus Ilkley Open) ist ein Tennisturnier in Ilkley, das 2015 zum ersten Mal ausgetragen wurde. Es ist Teil der ATP Challenger Tour und wird auf Rasen ausgetragen. Der Sieger des Turniers erhält eine Wildcard für das Turnier in Wimbledon.
Im Jahr 2021 wurde das Turnier aufgrund der Coronavirus-Pandemie ausnahmsweise nach Nottingham verlegt und fand dort unter dem Namen Nottingham Trophy statt.

## Liste der Sieger

### Einzel
| Jahr | Sieger             | Finalgegner           | Ergebnis        |
| ---- | ------------------ | --------------------- | --------------- |
| 2025 | Tristan Schoolkate | Jack Pinnington Jones | 6:78, 6:4, 6:3  |
| 2024 | David Goffin       | Harold Mayot          | 6:4, 6:2        |
| 2023 | Jason Kubler       | Sebastian Ofner       | 6:4, 6:4        |
| 2022 | Zizou Bergs        | Jack Sock             | 7:67, 2:6, 7:66 |
| 2021 | Alex Bolt          | Kamil Majchrzak       | 4:6, 6:4, 6:3   |
| 2020 | abgesagt           | abgesagt              | abgesagt        |
| 2019 | Dominik Koepfer    | Dennis Novak          | 3:6, 6:3, 7:65  |
| 2018 | Serhij Stachowskyj | Oscar Otte            | 6:4, 6:4        |
| 2017 | Márton Fucsovics   | Alex Bolt             | 6:1, 6:4        |
| 2016 | Lu Yen-hsun        | Vincent Millot        | 7:64, 6:2       |
| 2015 | Denis Kudla        | Matthew Ebden         | 6:3, 6:4        |

### Doppel
| Jahr | Sieger                                 | Finalgegner                            | Ergebnis          |
| ---- | -------------------------------------- | -------------------------------------- | ----------------- |
| 2025 | Diego Hidalgo Patrik Trhac             | Charles Broom Ben Jones                | 6:3, 6:78, [10:7] |
| 2024 | Evan King Reese Stalder                | Christian Harrison Fabrice Martin      | 6:3, 3:6, [10:6]  |
| 2023 | Gonzalo Escobar Alexander Nedowessow   | Robert Galloway John-Patrick Smith     | 2:6, 7:5, [11:9]  |
| 2022 | Julian Cash Henry Patten               | Ramkumar Ramanathan John-Patrick Smith | 7:5, 6:4          |
| 2021 | Marc Polmans Matt Reid                 | Benjamin Bonzi Antoine Hoang           | 6:4, 4:6, [10:8]  |
| 2020 | abgesagt                               | abgesagt                               | abgesagt          |
| 2019 | Santiago González Aisam-ul-Haq Qureshi | Marcus Daniell Leander Paes            | 6:3, 6:4          |
| 2018 | Austin Krajicek Jeevan Nedunchezhiyan  | Kevin Krawietz Andreas Mies            | 6:3, 6:3          |
| 2017 | Leander Paes Adil Shamasdin            | Brydan Klein Joe Salisbury             | 2:6, 6:2, [10:8]  |
| 2016 | Wesley Koolhof Matwé Middelkoop        | Marcelo Demoliner Aisam-ul-Haq Qureshi | 7:65, 0:6, [10:8] |
| 2015 | Marcus Daniell Marcelo Demoliner       | Ken Skupski Neal Skupski               | 7:63, 6:4         |